# Motorcykelkonserten
Motorcykelkonserten eller Trombonkonsert nr 1 är en konsert av den svenske kompositören Jan Sandström. Konserten är skriven 1989 för solotrombon och stor orkester. Verket kallas i utökat utförande för motorcykelodysséen. Den tillägnades trombonvirtuosen Christian Lindberg. Verket är tänkt att vara en musikalisk berättelse om en modern Odysseus som motorburen reser världen runt med sin trombon.

## Orkestrering
Sammansättningen av verket är komplext: förutom en hel orkester tillsätts harpa, piano samt slagverk inkluderande plattklockor. Solodelen är mer än 24 minuter lång, komplex, teknisk och spänner från bastrombonens till alttrombonens "normala" register trakterat på tenortrombon.

## Uppförande
Lindbergs uruppförande kan ses som en riktlinje för hur verket ska framföras. Publiken sitter vänd mot scenen och orkestern stämmer. Plötsligt hörs ett högt motorljud och en vit motorcykel körd av Lindberg rullar in på scenen. Han är klädd i heltäckande ljusrött motorcykelställ, orkestern slösar ingen tid, utan börjar med spöklika ackord, skriker lägre och lägre, och konserten börjar. 
I den första satsen imiterar solisten ljudet av en motorcykel som växlar. Fladdertunga används i kombination med en plunger-sordin för att skapa denna effekt. När trombonsektionen tar över detta ljud övergår solisten i en komplicerad passage med mycket höga och mycket snabba toner. Detta avtar så småningom till att solistens spel upphör, eftersom han fysiskt drar ut jordklotets delar med draget.
Sats två är en anspelning på Floridas Everglades. Solisten börjar med att spela "krokodilkören", en multifonisk passage som kräver att solisten producerar ackord med trombonen, samt sjunger. Detta avsnitt innehåller också growlande ljud samt andra tekniker.
Sats tre för tankarna till en motorcykeltävling genom franska Provence under en kristen procession. Den innehåller fler motorcykelljud, den här gången med solisten som spelar tillsammans med hela trombonsektionen. Så småningom börjar de övre vindblåsarna spela en religiöst klingande melodi och solisten spelar mycket lätt i bakgrunden ljudet av en motorcykel. Trots att det är ljudet av en avlägsen maskin harmonierar tonerna med processionsmusiken. Till slut spelar solisten en motmelodi mot processionsmusiken. Satsen avslutas med att solisten spelar en mycket hög och hög ton tills luften är borta. Sedan tar hen ett andetag med ett gastkramande ljud och börjar nästa sats.
Sats fyra är baserad på ljuden från Australiens öken och aboriginers musik. Den är i huvudsak ett långt, virtuost trombonsolo som spelas som en imitation av didgeridoo. Solisten använder multitonalik där hen spelar en ton och sjunger samtidigt viket skapar ett ljud som liknar en didgeridoo. Rörelsen avslutas med ännu en kipp efter luft.
Sats fem är finalen. Den börjar med en något varierad version av "Crocodile Chorus" och sammanfattar de olika andra satserna i stycket. Den slutar med att solisten trillar en mycket hög ton samtidigt som hen snurrar runt vilket skapar en sinusformad ljudeffekt med en stigande och fallande volym. Solisten tar ett sista andetag och harmoniserar med orkestern på en sista ton som övergår i tystnad.